# Crepidium burbidgei
Crepidium burbidgei là một loài thực vật có hoa trong họ Lan. Loài này được (Rchb.f. ex Ridl.) Szlach. mô tả khoa học đầu tiên năm 1995.